# بلايني مانينغ
بلايني مانينغ هو لاعب اللاكروس كندي، ولد في 9 سبتمبر 1979 في كالغاري في كندا.